# Eta3 Fornacis
Título a ser usado para criar uma ligação interna é Eta3 Fornacis.
Eta3 Fornacis (53 Fornacis) é uma estrela na direção da constelação de Fornax. Possui uma ascensão reta de 02h 50m 40.40s e uma declinação de −35° 40′ 32.6″. Sua magnitude aparente é igual a 5.48. Considerando sua distância de 531 anos-luz em relação à Terra, sua magnitude absoluta é igual a −0.58. Pertence à classe espectral K2III.